# Перейра Салас, Эухенио
Эухенио Перейра Салас (исп. Eugenio Pereira Salas; 19 мая 1904, Сантьяго — 17 ноября 1979, Сантьяго) — чилийский историк.
Окончил педагогический факультет Чилийского университета, затем учился в Калифорнийском университете в Беркли у Х. Болтона. Вернувшись в Чили, на протяжении 51 года преподавал в Чилийском университете, заведовал различными его подразделениями.
Начиная с 1935 г. опубликовал многочисленные работы по истории музыки, искусства и культуры Чили, а также истории отношений между Чили и США.
Действительный член Чилийской исторической академии (с 1962 г. и до конца жизни её президент) и ряда других научных обществ, лауреат нескольких научных премий, в том числе первый лауреат учреждённой в 1974 году Национальной премии Чили по истории.